# Mats Hellhoff
Mats Henning Hellhoff, född 2 februari 1954 i Helgums församling i Västernorrlands län, är en svensk politiker (sverigedemokrat). Han är ordinarie riksdagsledamot sedan 2024, invald för Västernorrlands läns valkrets.